# Parafia św. Piotra Aleuta w Mountain Village
Parafia św. Piotra Aleuta – parafia prawosławna w Mountain Village, w dekanacie Russian Mission diecezji Alaski Kościoła Prawosławnego w Ameryce.